# Антихартия
Антихартия (чеш. и словац. Anticharta) — реакция чехословацкого правительства Густава Гусака на Хартию-77.

## История
Подписная акция против хартистов, которая длилась несколько лет, началась 29 января 1977. Документ осуждал диссидентов и имел целью отбить у обычных людей желание контактировать с «врагами социализма». Интеллектуалов, артистов и писателей со всей страны созывали в Национальный театр в Праге, где проходила акция. Фамилии лиц, которые подписывались под декларацией лояльности, ежедневно обнародовались в главном печатном органе режима, газете «Руде право».
Под Антихартией было собрано 7 тысяч 250 подписей видных деятелей культуры Чехословакии, среди которых Карел Готт, Владимир Нефф, Богумил Грабал, Ян Верих, Карел Кахиня.
«Во имя социализма» Антихартию подписали семьдесят шесть народных артистов, триста шестьдесят заслуженных, семь тысяч обычных.
В 2002 году в Праге, к 25-летию Хартии-77, были опубликованы тексты Хартии и Антихартии со всеми подписями. Публикация имела большой общественный резонанс.